# Hiéroglyphe égyptien R11

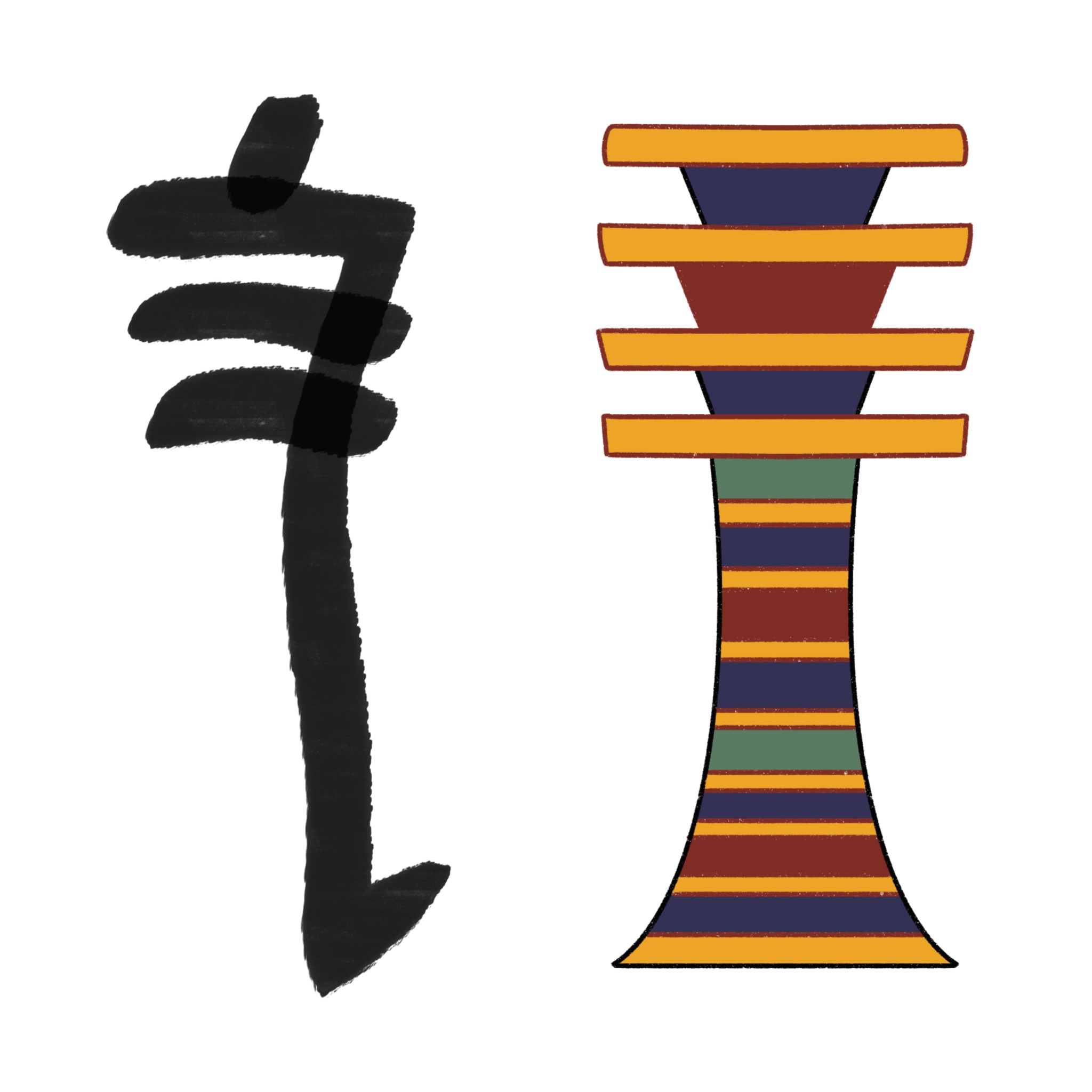
Version hiératique et hiéroglyphique

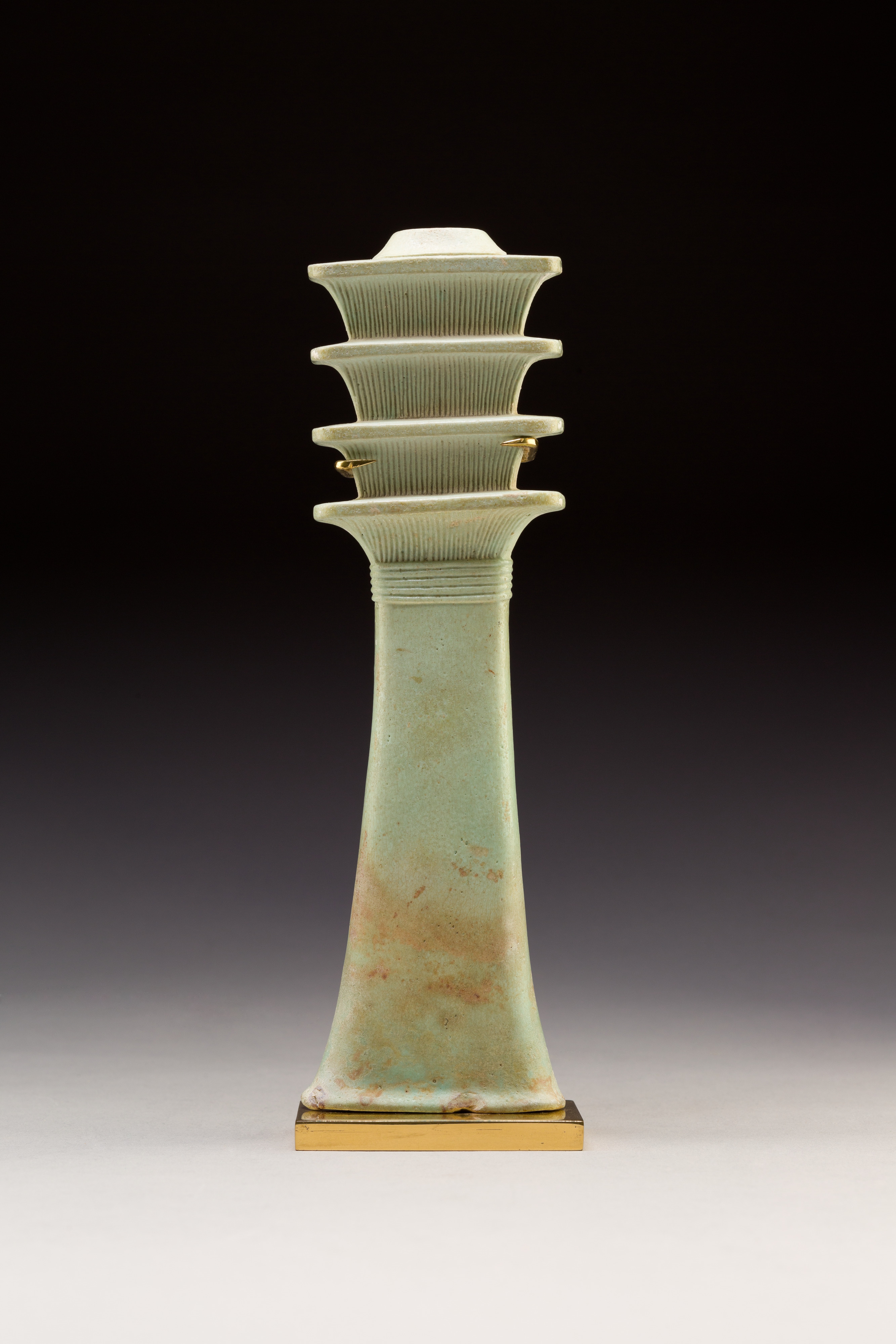
Pilier Djed

Le pilier Djed, en hiéroglyphes égyptiens, est classifié dans la section R « Mobilier et emblèmes sacrés » de la liste de Gardiner ; il y est noté R11.

## Représentation
Il représente la stylisation d'un arbre en fleurs ou d'un pilier constitué par des faisceaux de gerbes, ayant ultérieurement pris une signification anatomique : au Moyen Empire il est représenté dans les sarcophages à proximité de la colonne vertébrale du défunt, et au Nouvel Empire il est clairement identifié à la colonne vertébrale d'Osiris d'où sa symbolique de stabilité. Il est translittéré ḏd.

## Utilisation

### Linguistique
| R11 | Z1 |

| R11 | Z1 |

| R11 | d |

| R11 | d |

durable » et dérivés.
| R11 | R11 | w | O49 |

| R11 | R11 | w | O49 |

Ddw.
R11 semble avoir très probablement inspiré l'alphabet protosinaïtique pour le caractère d'où dérive la lettre Ξ de l'alphabet grec.
Son utilisation symbolique est, comme la croix Ânkh ou le nœud Tyet, beaucoup plus répandue que son utilisation dans la langue.

### Symbolique
Le pilier djed était souvent offert au pharaon par les dieux. Il jouait un rôle dans les rites agricoles et c’est à Memphis que le pharaon l’érigeait en l’honneur du dieu Ptah. Ce rituel de l’érection du pilier Djed se produisait durant les très importantes fêtes du mois de Khoiak (octobre-novembre ; mais il s'agit là du calendrier nilotique et solaire d’Égypte, basé sur les étapes de la crue du Nil et sur le lever héliaque de Sirius).
Il servit également de modèle à de nombreux pendentifs, amulettes, talismans censés protéger les vivants, dont on trouve de nombreux exemplaires dans les musées d'Alexandrie et du Louvre.

## Origine

Pilier Djed

Certaines sources considèrent le pilier Djed comme l'avatar égyptien de l'ancien archétype de l'Arbre de vie ou de l'Arbre du Monde,.
Son origine semble en tout cas très ancienne. Comme le dit Georges Posener dans le Dictionnaire de la civilisation égyptienne (Fernand Hazan, Paris, 1959) qu'il a dirigé : le Djed est « une sorte de fétiche préhistorique de nature encore mal définie qui figurait peut-être un arbre ébranché ou un pieu tailladé et jouait un rôle dans des rites agricoles ». Dans le Dictionnaire des dieux égyptiens, Jean-Pierre Corteggiani indique que « malgré le goût souvent attesté des anciens Égyptiens pour les gloses, aucun texte antique n’explique la nature exacte de l’objet que nous appelons pilier Djed… ».
De ce fait, les hypothèses sont ouvertes, et plusieurs reviennent pour tenter d'expliquer sa forme, un peu étrange. Le symbole du pilier Djed est parfois interprété comme la figuration stylisée d'un arbre en fleurs ou d'un arbre aux branches taillées « serrées » (pour stimuler la repousse), ou comme un mât constitué de faisceaux de tiges végétales (peut-être une haute gerbe de céréales), ou encore un pieu à entailles, ou enfin il serait l’évocation d’une colonne vertébrale.
D'autres auteurs proposent en effet qu'il tirerait son origine d'un ancien culte du bétail et représenterait à l'origine la partie postérieure d'une colonne vertébrale bovine. Plus tard il fut d'ailleurs assimilé à la colonne vertébrale d'Osiris et garantissait la résurrection du mort. L'érection du pilier Djed signifiait aussi la victoire d'Osiris sur ses adversaires et se déroulait lors de certaines cérémonies religieuses.
« Tout ce que l’on peut dire est que le Djed apparaît dès avant le début de la civilisation pharaonique, soit avant la dynastie 0 ». Initialement, le pilier Djed était rattaché au culte de Sokaris (Sokar), dieu primitif de Thèbes qui a été plus tard identifié à Ptah et à Osiris, et il est devenu un attribut d'Osiris lorsque celui-ci l'a remplacé dans les cultes égyptiens.

## Galerie

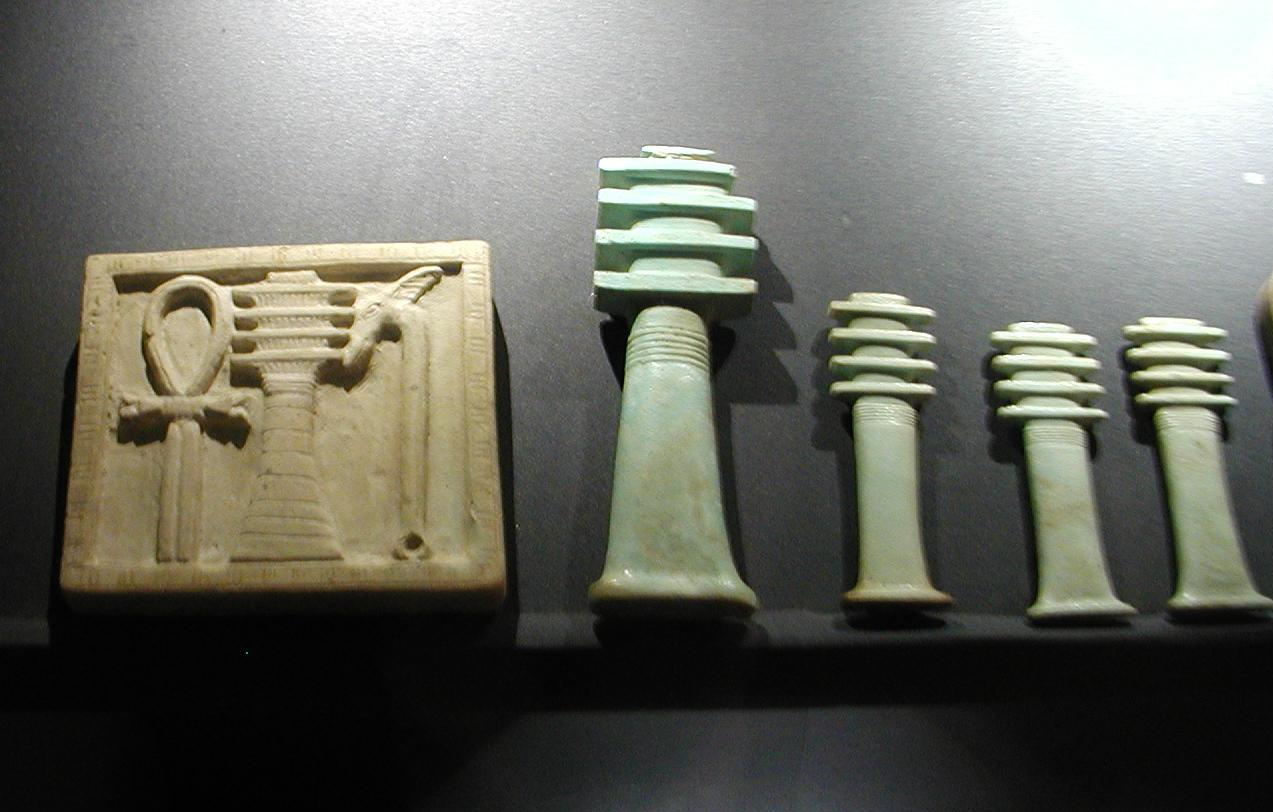
Amulettes en faïence turquoise - Musée gréco-romain d'Alexandrie
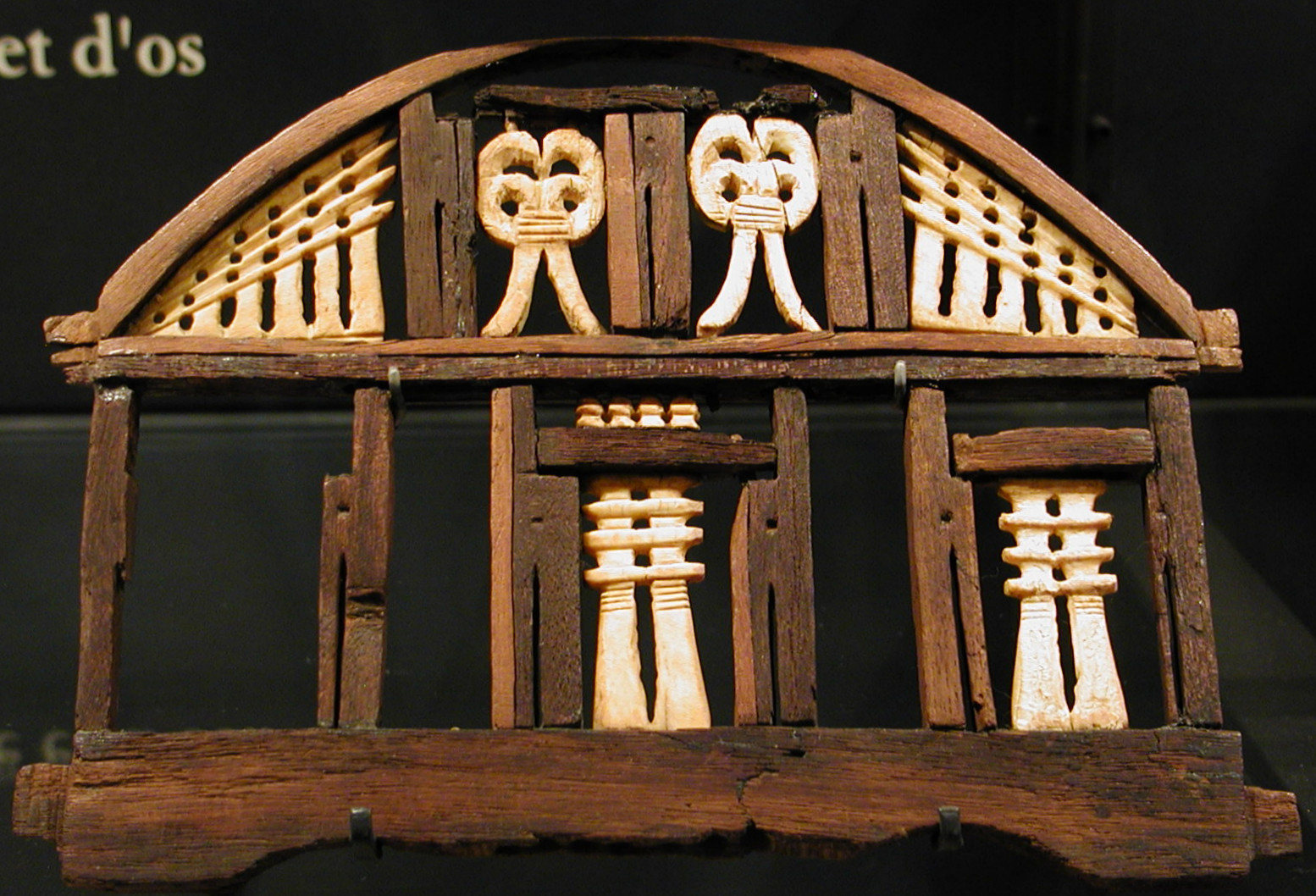
Piliers en bois - Musée du Louvre
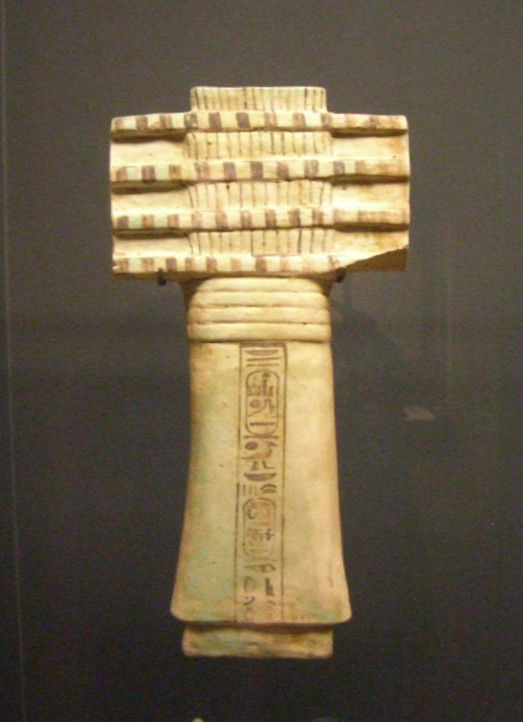
Amulette en forme de pilier Djed au nom de Ramsès IX - XXe dynastie - Musée du Louvre
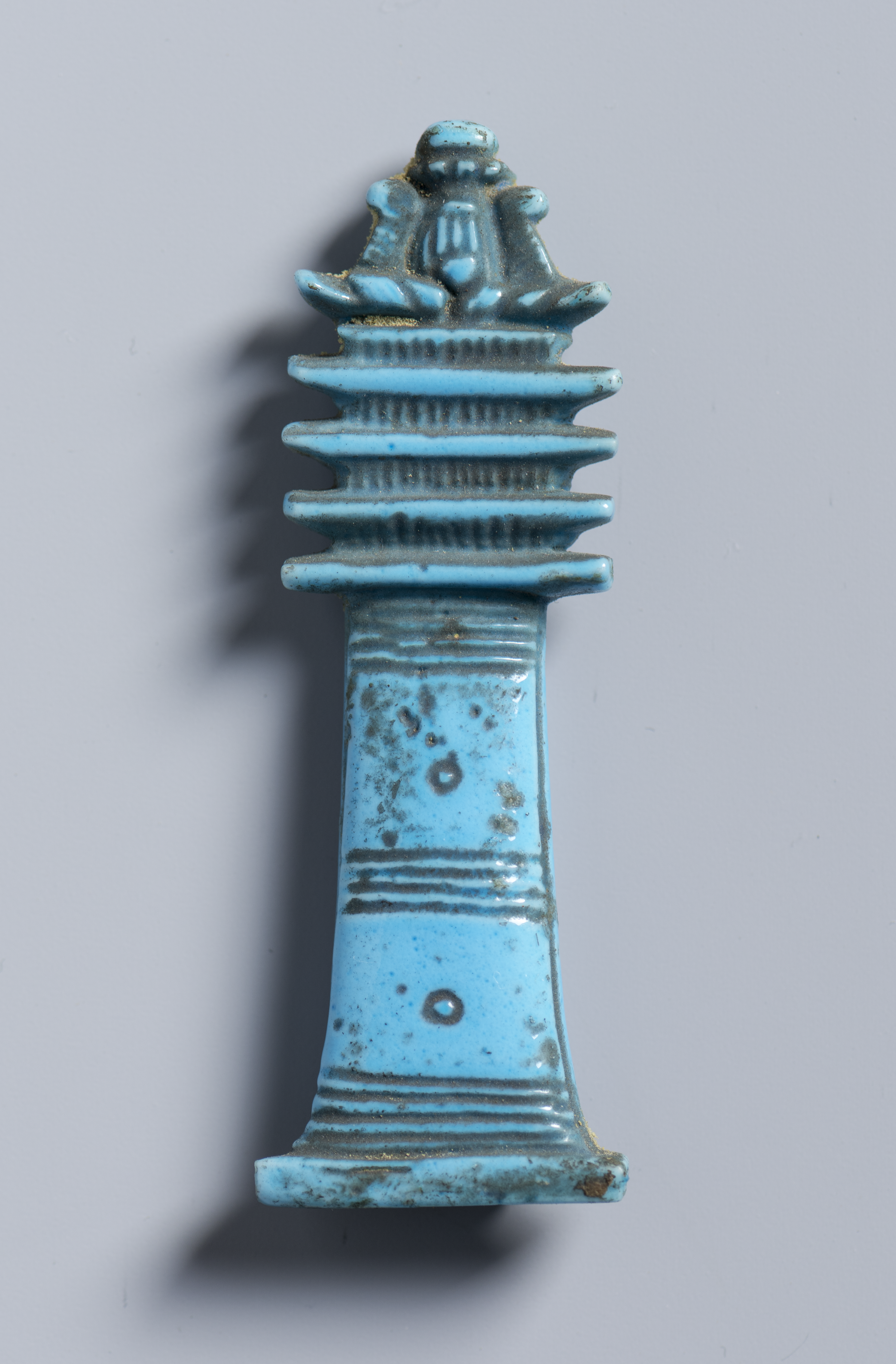
Amulette en forme de pilier Djed - Musée égyptologique de Turin
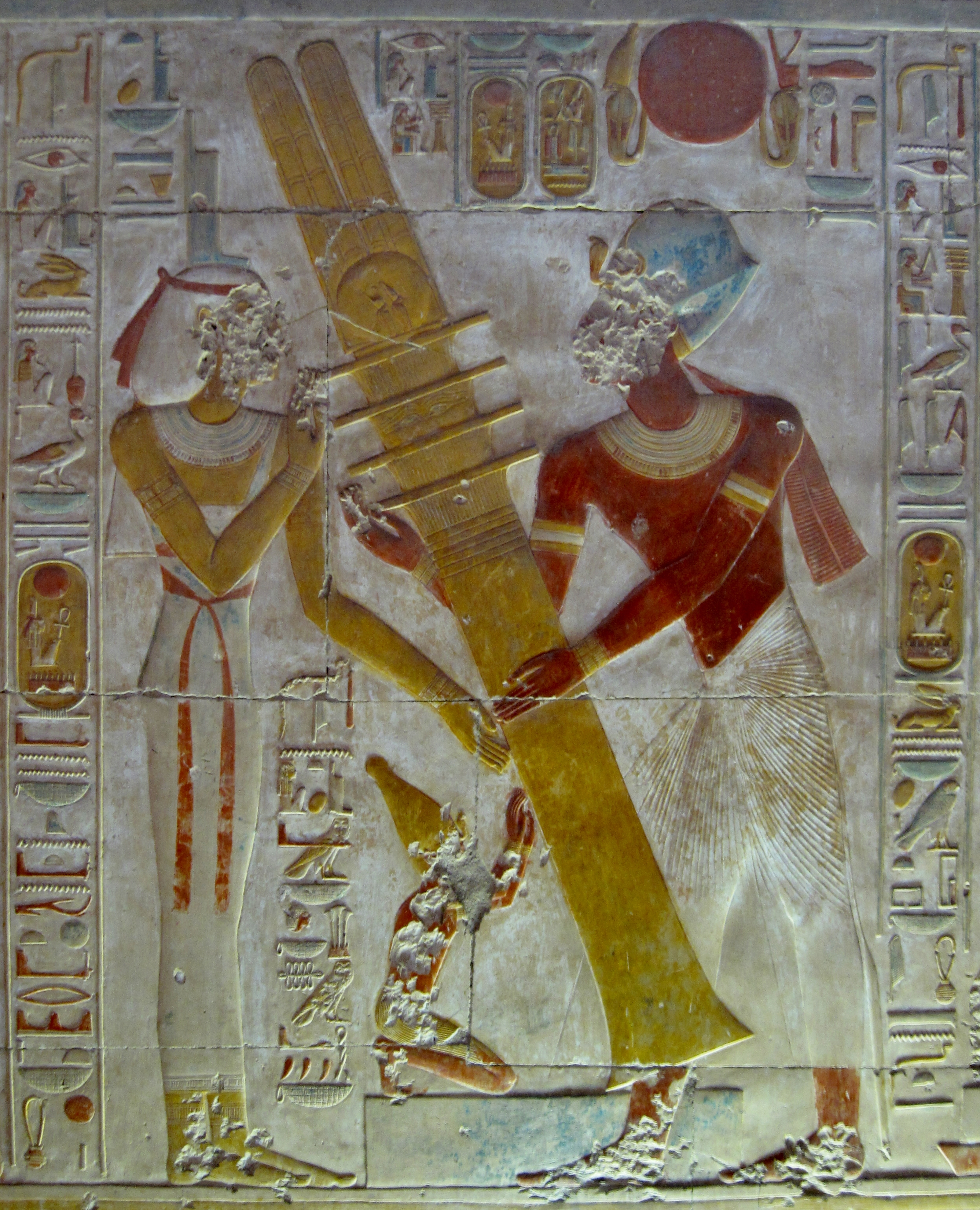
Détail d'un mur du temple funéraire de Séthi Ier à Abydos : Séthi Ier relevant le pilier Djed